# Goodenia katabudjar
Goodenia katabudjar är en tvåhjärtbladig växtart som beskrevs av R.J. Cranfield och L.W. Sage. Goodenia katabudjar ingår i släktet Goodenia och familjen Goodeniaceae. Inga underarter finns listade i Catalogue of Life.